# 明日も、世界は回るから。/Re:100万回の「I love you」
「明日も、世界は回るから。/Re:100万回の「I love you」」は、J☆Dee'Zの10枚目のシングル。2018年11月21日にソニー・ミュージックレコーズから発売された。

## 概要
- 9thシングル「未来飛行/流星のパノラマ」から約4ヶ月でのリリース。
- 今作も両A面シングルである。
- 表題曲の「明日も、世界は回るから。」はフジテレビ系TVアニメ『レイトン ミステリー探偵社 〜カトリーのナゾトキファイル〜』のエンディングテーマ。
- もう一つの表題曲「Re:100万回の「I love you」」はRakeの代表曲「100万回の「I love you」」のアンサーソングである。
- 初回生産限定盤と通常盤での発売。

## 収録曲

### CD
1. 明日も、世界は回るから。
作詞：いしわたり淳治、 森大輔、岡田健次良
作曲：森大輔、岡田健次良
編曲：イワツボコーダイ、堀越亮
2. Re:100万回の「I love you」
作詞：Rake
作曲：Rake
編曲：Carlos K.
3. 君にStrike
作詞：Mayu Wakisaka
作曲：KEN (2 SOUL)
編曲：KEN (2 SOUL)
4. Secret Dancer
作詞：丸谷マナブ
作曲：丸谷マナブ
編曲：丸谷マナブ

### DVD
1. 明日も、世界は回るから。
2. Fun Time Funk!!!
3. だいすき
4. ひとひらの涙
5. あと一歩

## タイアップ
| 楽曲                     | タイアップ                                                                                     |
| ------------------------ | ---------------------------------------------------------------------------------------------- |
| 明日も、世界は回るから。 | フジテレビ系TVアニメ『レイトン ミステリー探偵社 〜カトリーのナゾトキファイル〜』エンディング曲 |